# Sitigawana
Sitigawana è un singolo del gruppo musicale britannico Rudimental e del gruppo musicale statunitense The Martinez Brothers, pubblicato il 21 giugno 2019 come primo estratto dal primo EP dei Rudimental Distinction.

## Descrizione
Si tratta della seconda collaborazione tra i due artisti dopo il singolo No Fear, uscito due anni prima, e ha visto la partecipazione vocale del cantante malawiano Faith Mussa, che interpreta il brano unicamente in lingua chewa.

## Tracce
Download digitale
1. Sitigawana (feat. Faith Mussa) (Edit) – 4:16
2. Sitigawana (feat. Faith Mussa) – 6:42

Download digitale – remix
1. Sitigawana (feat. Faith Mussa) (TMB Dub Mix) – 5:36

## Classifiche
| Classifica (2019) | Posizione massima |
| ----------------- | ----------------- |
| Belgio (Fiandre)  | 94                |